# Japan Karate Federation
La Japan Karatedō Federation (全日本空手道連盟, Zen Nihon Karatedō Renmei), spesso indicata con l'acronimo JKF, è l'organizzazione nazionale di governo del karate tradizionale e sportivo in Giappone. La JKF è ufficialmente affiliata alla Japan Olympic Association (JOC), la World Karate Federation (WKF), la Japan Sports Association (JSA) e la Japanese Budō Association (JBA). Gli stili riconosciuti dalla JKF sono Wadō-ryū, Shotokan, Shito-ryu e Goju-ryu. La sede si trova a Tokyo.

## Storia
Un primo passo verso la creazione della Japan Karatedō Federation si ebbe nel 1959, quando fu costituita la Federation of All Japan Karatedo Organizations (FAJKO), con l'intento di riunire tutte le scuole di karate. Choko Sai (Shudokan) fu eletto presidente, con Konishi (Shindō Jinen-ryū), Hiroshi Kinjo (Kanbukan), Otsuka Hinorori (Wado-Ryu), Tatsuo Yamada (Japan Kenpo Karate) e Shinkin Gima (Shotokan) come vicepresidenti.
Il 1 ° ottobre 1964 la federazione, che era informalmente chiamata Japan Karate Federation, cambiò il proprio nome in Japan Karate Renbukai, confluendo in una nuova federazione guidata da Ōtsuka Hironori (Wadō-ryū), Gōgen Yamaguchi (Goju-ryu), Nakayama Masatoshi (Shotokan), Mabuni Kenei e Iwata Manzao (Shitō-ryū), che assunse ufficialmente il nome di Japan Karatedō Federation. A quel punto in Giappone tutto il karate poteva considerarsi riunito sotto un'unica organizzazione, e furono definite le quattro scuole maggiori: Wado-Kai, Shotokan, Shito-kai e Goju-kai. Nel 1967, Ryoichi Sasakawa divenne il presidente della JKF.
Il 13 gennaio 1969, la JKF è stata ufficialmente riconosciuta dal governo giapponese come organizzazione pubblica destinata alla gestione del karate tradizionale e sportivo. Nel dicembre dello stesso anno, al Nippon Budōkan di Tokyo si svolsero i primi campionati giapponesi di karate (All Japan Karate Championships). 

## JKF Wadōkai
La JKF Wadōkai (和道会, Wadō Kai, Associazione del Wadō) è l'organizzazione all'interno della Japan Karatedō Federation (JKF) che rappresenta lo stile di karate Wadō-ryū. Conosciuta anche come Zen Nihon Karatedō Renmei Wadōkai (全日本空手道連盟 和道会), è la prima e più grande organizzazione di Wado-ryu in Giappone e nel mondo.

## JKF Gōjūkai
- 1950: fondazione della JKF Gōjūkai, come organizzazione ombrello della Gōjū-ryū Karatedō in Giappone sotto Gōgen Yamaguchi
- 2 aprile 1972: l'associazione diventa membro ufficiale della JKF;
- 1973: si è tenuto per il 20º anniversario della morte di Miyagi Chōjun un torneo ad Okinawa
- Novembre 1975: i Kata Sanchin, Tensho, Saifa e Seiyunchin vengono utilizzati come Kata basilari del Gōjū-ryū
- 1980: gli altri otto Kata Gekisai-dai-ichi, Gekisai-dai-ni, Shisochin, Sanseru, Seisan, Sepai, Kururunfa e Suparinpai vengono definiti come Kata Gōju-ryu.
- 21 agosto 1983: nel 30º anniversario dalla morte di Miyagi Chōjun si è tenuto un torneo ad Okinawa
- Aprile 1987: a Singapore si è tenuto il primo torneo internazionale di Gōjū-ryū.